# Château de Kergos
Le château de Kergos est un château situé sur la commune de Clohars-Fouesnant dans le département du Finistère, à proximité de l'Odet, un kilomètre au nord de Bénodet.

## Histoire
Ce château est  depuis 1684 la propriété de la famille Kernafflen (ou Kernaflen) de Kergos.

## Architecture
Bien qu'ayant fait l'objet de remaniements successifs, il conserve des éléments d'origine.
L'entrée est marquée par un double portail gothique. À gauche, s'élève la chapelle flanquée d'une large échauguette en nid d'hirondelle, surmontée d'un dôme à campanile. L'aile droite abrite des lucarnes pointues datant du XVIe siècle tandis que d'autres, incurvées et cantonnées d'urnes, indiquent l'époque du règne de Louis XIV. Il possède également un colombier.

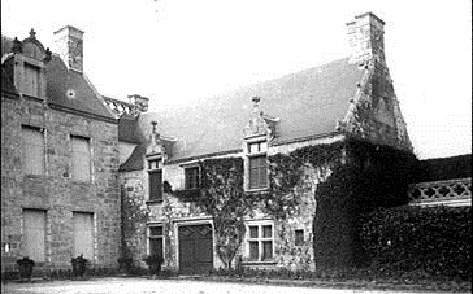
Le château de Kergoz vers le début du XXème siècle.

## Parc et jardins
Le parc du château de Kergos date du XVIIIe siècle. Il comporte un étang et une serre ainsi qu'un jardin botanique. Il est inscrit au	pré-inventaire des jardins remarquables.
Une partie du parc a été amputée par la construction du pont de Cornouaille.